# 神农架紫堇
神农架紫堇（学名：Corydalis ternatifolia）为罂粟科紫堇属下的一个种。

## 扩展阅读
- 維基物種上的相關：神农架紫堇